# Retenu
Retenu (staroegipčansko rṯnw,  Reṯenu, Retenu) je bilo staroegipčansko ime Kanaana in Sirije. Nanašalo se je na ozemlje od Negevske puščave na jugu do reke Oront na severu. Meje Retenuja so se s časom spreminjale, na splošno pa so zajemale tri regije. Najbolj južna je bila regija Džahi, ki je imela približno enake meje kot Kanaan. Severno od nje je bil Libanon mad Sredozemskim morjem in Orontom. Severno od Libanona je bil Amurru – dežela Amoritov.

## Sklic
1. ↑  Faulkner, Ramond O.: Middle Egyptian, Griffith Institute, Oxford, 1962, str. 154.
2. 1 2 3  Steindorff, George: When Egypt Ruled the East, University of Chicago Press, 1942, str. 47.